# جوزف باتمز
جوزف باتمز (انگلیسی: Joseph Bottoms؛ زادهٔ ۲۲ آوریل ۱۹۵۴) یک هنرپیشه اهل ایالات متحده آمریکا است.
از فیلم‌ها یا برنامه‌های تلویزیونی که وی در آن نقش داشته‌است می‌توان به هولوکاست، سیاه‌چاله، قرار ملاقات دو ناشناس، طعنه‌آمیز و تعصب و کبوتر اشاره کرد.